# Sid Jordan
Pour les articles homonymes, voir Jordan.
Sid Jordan (né le 12 août 1889 à Muskogee, dans l'Oklahoma et mort le 30 septembre 1970  à Hemet, dans le comté de Riverside, en Californie) est un acteur de cinéma américain essentiellement actif pendant la période du cinéma muet. Il est apparu dans 130 films entre 1913 et 1944.

## Biographie
Né à Muskogee, dans l'Oklahoma, Sid Jordan est devenu acteur par l'intermédiaire de son ami proche Tom Mix, qui l'a initié à la comédie lorsque les deux hommes étaient « marshalls de nuit » (Night Marshalls) à Dewey, dans l'Oklahoma. Ironiquement, c'est le père de Sid Jordan (le colonel John Jordan) qui a aidé Sid et Tom Mix à obtenir leur emploi de marshalls de nuit, car John Jordan était shérif du comté de Washington, dans lequel est situé Dewey. Sid et Tom ont réalisé leur premier film ensemble dans l'Oklahoma, puis ont joué dans de nombreux films ensemble à Los Angeles, avec Victoria Forde, la femme de Tom Mix à l'époque.
Sid Jordan est mort le 30 septembre 1970 à Hemet, dans le comté de Riverside, en Californie, à l'âge de 81 ans.

## Filmographie complète

### Comme acteur
- 1913 : Howlin' Jones de William Duncan
- 1913 : The Child of the Prairies de William Duncan : le shérif
- 1913 : The Escape of Jim Dolan de William Duncan : le shérif
- 1913 : Cupid in the Cow Camp de William Duncan : Soda Water Sam
- 1914 : A Romance of the Forest Reserve de William Duncan
- 1914 : Marrying Gretchen de William Duncan
- 1914 : A Ticket to Happiness de Marshall Farnum : Olaf Olsen
- 1914 : The Moving Picture Cowboy de Tom Mix
- 1914 : The Rival Stage Lines de Tom Mix : Chalmers Brown
- 1915 : A Militant School Ma'am de Tom Mix
- 1915 : Harold's Bad Man de Tom Mix
- 1915 : Cactus Jim's Shop Girl de Tom Mix
- 1915 : The Grizzly Gulch Chariot Race de Tom Mix
- 1915 : Forked Trails de Tom Mix
- 1915 : Roping a Bride de Tom Mix : Dick
- 1915 : Bill Haywood, Producer de Tom Mix
- 1915 : A Child of the Prairie de Tom Mix
- 1915 : The Man from Texas de Tom Mix : Frank Scott
- 1915 : Getting a Start in Life de Tom Mix : Jerry
- 1915 : The Conversion of Smiling de Tom Mix : Tom
- 1915 : An Arizona Wooing de Tom Mix
- 1915 : Saved by Her Horse de Tom Mix : le capitaine de cavalerie
- 1915 : Pals in Blue de Tom Mix : Lieutenant Manning
- 1915 : The Heart of the Sheriff de Tom Mix : Buck Gibson
- 1915 : With the Aid of the Law de Tom Mix : Jeff Smith
- 1915 : The Child, the Dog and the Villain de Tom Mix : John Temple
- 1915 : The Gold Dust and the Squaw de Tom Mix : Bob
- 1915 : Lucky Deal de Tom Mix : Doc
- 1915 : Never Again de Tom Mix :
- 1915 : How Weary Went Wooing de Tom Mix :
- 1915 : The Range Girl and the Cowboy de Tom Mix : Sid, le père de Vicky
- 1915 : The Girl and the Mail Bag de Tom Mix : Big Pete
- 1915 : The Foreman's Choice de Tom Mix : Bull Dexter
- 1915 : The Brave Deserve the Fair de Tom Mix : Jim Brown
- 1915 : The Stagecoach Guard de Tom Mix : Jack
- 1915 : The Race for a Gold Mine de Tom Mix : John Meade
- 1915 : Athletic Ambitions de Tom Mix : Sid, le copain de Tom
- 1915 : The Chef at Circle G de Tom Mix : Squinty
- 1915 : The Tenderfoot's Triumph de Tom Mix : Sid, le contremaître du ranch
- 1915 : The Impersonation of Tom de Tom Mix : Ned
- 1915 : Bad Man Bobbs de Tom Mix : Bloody Bill
- 1915 : On the Eagle Trail de Tom Mix : Jordan
- 1916 : The Desert Calls Its Own de Tom Mix : le shérif Billy
- 1916 : A Mix-Up in Movies de Tom Mix : Sid
- 1916 : The Passing of Pete de Tom Mix : le prospecteur
- 1916 : Along the Border de Tom Mix : Buck Miller
- 1916 : The Man Within de Tom Mix : Gaffney
- 1916 : The Sheriff's Duty de Tom Mix : Ed Jones
- 1916 : 5,000 Dollar Elopement de Tom Mix : le grand voleur
- 1916 : $5,000 Reward (it) de Tom Mix :
- 1916 : Crooked Trails de Tom Mix : John Robertson
- 1916 : The Cowpuncher's Peril de Tom Mix :
- 1916 : Taking a Chance de Tom Mix :
- 1916 : Some Duel de Tom Mix : Jordan
- 1916 : Legal Advice Duel de Tom Mix : un ouvrier de ranch
- 1916 : Shooting Up the Movies de Tom Mix : le shérif Wilson
- 1916 : Local Color on the A-1 Ranch de Tom Mix : un ouvrier de ranch (non crédité)
- 1916 : An Angelic Attitude de Tom Mix :  un ouvrier de ranch (non crédité)
- 1916 : A Western Masquerade de Tom Mix : Bill Stone
- 1916 : A Bear of a Story de Tom Mix : Sid Jones
- 1916 : Roping a Sweetheart de Tom Mix : Sid Taylor, un conducteur de bestiaux
- 1916 : The Taming of Grouchy Bill de Tom Mix : Sid Jenkins
- 1916 : The Pony Express Rider de Tom Mix : Ed Wilson
- 1916 : The Raiders de Tom Mix : Jim Nelson
- 1916 : The Canby Hill Outlaws de Tom Mix : Jim Grant
- 1916 : A Mistake in Rustlers de Tom Mix : Buck
- 1916 : A Close Call de Tom Mix : Sam Gillison
- 1916 : Tom's Sacrifice de Tom Mix : Sid Jackson
- 1916 : When Cupid Slipped de Victoria Forde : Hiram
- 1916 : The Sheriff's Blunder de Tom Mix : le shérif Randall
- 1916 : Mistakes Will Happen de Tom Mix : le shérif
- 1916 : Twisted Trails de Tom Mix : l'adjoint Brad Foster
- 1916 : The Golden Thought de Tom Mix : Doc Breede
- 1917 : Starring in Western Stuff de Tom Mix : Bill Spruce
- 1917 : The Luck That Jealosuy Brought de Tom Mix : Carey
- 1917 : The Heart of Texas Ryan de E.A. Martin : le conducteur de chariot
- 1917 : The Saddle Girth de E.A. Martin et Tom Mix : Jim, le rival de Tom amoureux
- 1917 : Hearts and Saddles de Robert Eddy et Tom Mix :
- 1917 : A Roman Cowboy de Tom Mix : Coyote Tim
- 1917 : Six Cylinder Love de Tom Mix : Steve Jordan
- 1917 : A Soft Tenderfoot de Tom Mix : le méchant
- 1917 : Tom and Jerry de Tom Mix : le shérif
- 1919 : The Coming of the Law d'Arthur Rosson : Neal Norton
- 1919 : The Wilderness Trail d'Edward LeSaint : Sergius
- 1919 : Rough-Riding Romance d'Arthur Rosson : Pat Leary
- 1919 : The Feud (en) d'Edward LeSaint : Bill Brady
- 1920 : The Daredevil de Tom Mix : Black Donlin
- 1920 : 3 Gold Coins de Clifford Smith : Boots
- 1920 : Le Siffleur tragique (The Untamed) de Emmett J. Flynn : Hal Purvis
- 1920 : The Texan de Lynn Reynolds : Jack Purdy
- 1920 : Prairie Trails de George Marshall : Jack Purdy
- 1921 : Hands Off! de George Marshall : Pete Dinsmore
- 1921 : A Ridin' Romeo de George Marshall : Jack Walters
- 1921 : Invincible de George Marshall : Tex Marole
- 1921 : The Night Horsemen de Lynn Reynolds : Buck Daniels
- 1921 : The Rough Diamond d'Edward Sedgwick : Manuel Garcia
- 1921 : Trailin' de Lynn Reynolds : Steve Nash
- 1922 : L'Aigle (Sky High) de Lynn Reynolds : Andrew Bates
- 1922 : Chasing the Moon d'Edward Sedgwick : Velvet Joe
- 1922 : Up and Going de Lynn Reynolds : Louis Patie
- 1922 : The Fighting Streak d'Arthur Rosson : Bill Dozier
- 1922 : La Manière forte (For Big Stakes) de Lynn Reynolds : Scott Mason
- 1922 : Trooper O'Neill de Scott R. Dunlap et C.R. Wallace : Rodd
- 1922 : Bells of San Juan de Scott R. Dunlap : Tom Cutter
- 1922 : The Boss of Camp Four de W. S. Van Dyke : Warren Zome
- 1923 : Où est-ce c't'Ouest? de George Marshall : Buck Osborne
- 1923 : Men in the Raw de George Marshall : Bill Spray
- 1923 : Eyes of the Forest de Lambert Hillyer : Horgan
- 1924 : Le Cheval de fer (The Iron Horse) de John Ford : Gunfighter (non crédité)
- 1924 : Le Luron de l'Huron (The Ridin' Kid from Powder River) d'Edward Sedgwick : 'Buzzard' Davis
- 1924 : The Deadwood Coach de Lynn Reynolds : Need
- 1925 : Le Brigand gentilhomme (Dick Turpin) de John G. Blystone : le chef de la patrouille routière
- 1926 : La Chevauchée de la mort (The Johnstown Flood) d'Irving Cummings : Mullins
- 1926 : Rustling for Cupid d'Irving Cummings : Jack Mason
- 1932 : Mystery Ranch de David Howard : le capitaine des Rangers (non crédité)
- 1934 : Wild Gold de George Marshall : un combattant (non crédité)
- 1934 : Un rude cow-boy (The Dude Ranger) d'Edward F. Cline : Dunn, un homme de main
- 1935 : When a Man's a Man d'Edward F. Cline : Cowboy assis sur une clôture (non-crédité)
- 1935 : Hop-a-long Cassidy de Howard Bretherton : un cow-boy (non-crédité)
- 1935 : Thunder Mountain (en) de David Howard : Warns Leavitt
- 1935 : Bar 20 Rides Again (en) de Howard Bretherton : le conducteur de diligence (non crédité)
- 1936 : Saint-Louis Blues de John Cromwell : rôle mineur (non crédité)
- 1937 : Secret Valley de Howard Bretherton : le gardien du bétail (non crédité)
- 1937 : Hollywood Cowboy d'Ewing Scott et George Sherman : Morgan, l'employé du ranch
- 1937 : Par trois longueurs de H. Bruce Humberstone : le contremaître (non crédité)
- 1939 : Timber Stampede de David Howard : Sam Brill (non crédité)
- 1939 : The Fighting Gringo de David Howard : Buck, pilote de diligence (non crédité)
- 1939 : The Marshal of Mesa City de David Howard : un acolyte (non crédité)
- 1940 : Legion of the Lawless de David Howard : un acolyte (non crédité)
- 1940 : Lucky Cisco Kid de H. Bruce Humberstone : le pilier de bar (non crédité)
- 1940 : Stage to Chino (en) d'Edward Killy: le mineur trompé (non crédité)
- 1941 : Les Pionniers de la Western Union (Western Union) de Fritz Lang : le cavalier du détachement (non crédité)
- 1941 : Robbers of the Range (en) d'Edward Killy : second pilote de diligence (non crédité)
- 1942 : Riding the Wind d'Edward Killy : un acolyte (non crédité)
- 1942 : Sundown Jim de James Tinling : le gardien de cabane (non crédité)
- 1943 : Calling Wild Bill Elliott de Spencer Gordon Bennet : un milicien (non crédité)
- 1943 : The Iron Major (en) de Ray Enright : un conducteur (non crédité)
- 1944 : Lucky Cowboy de Josef Berne : le conducteur de diligence (non crédité)